# Nyctanassa carcinocatactes
La nitticora delle Bermude (Nyctanassa carcinocatactes Olson & Wingate, 2006) è un uccello estinto della famiglia degli Ardeidi, diffuso nelle isole Bermude sino agli inizi del XVII secolo.